# Batrisodes reyesi
Batrisodes reyesi är en skalbaggsart som beskrevs av Chandler 1992. Batrisodes reyesi ingår i släktet Batrisodes och familjen kortvingar. Inga underarter finns listade i Catalogue of Life.